# ストーモント・ダンダス・グレンゲリー連合郡
ストーモント・ダンダス・グレンゲリー連合郡 （ストーモント・ダンダス・グレンゲリーれんごうぐん、英: Stormont, Dundas and Glengarry United Counties, SD&G）は、カナダのオンタリオ州東部に位置する地方行政区のひとつ。東はケベック州に、南はアメリカのニューヨーク州と接している。

## 主な都市
- コーンウォール （Cornwall）